# Le Bon Usage

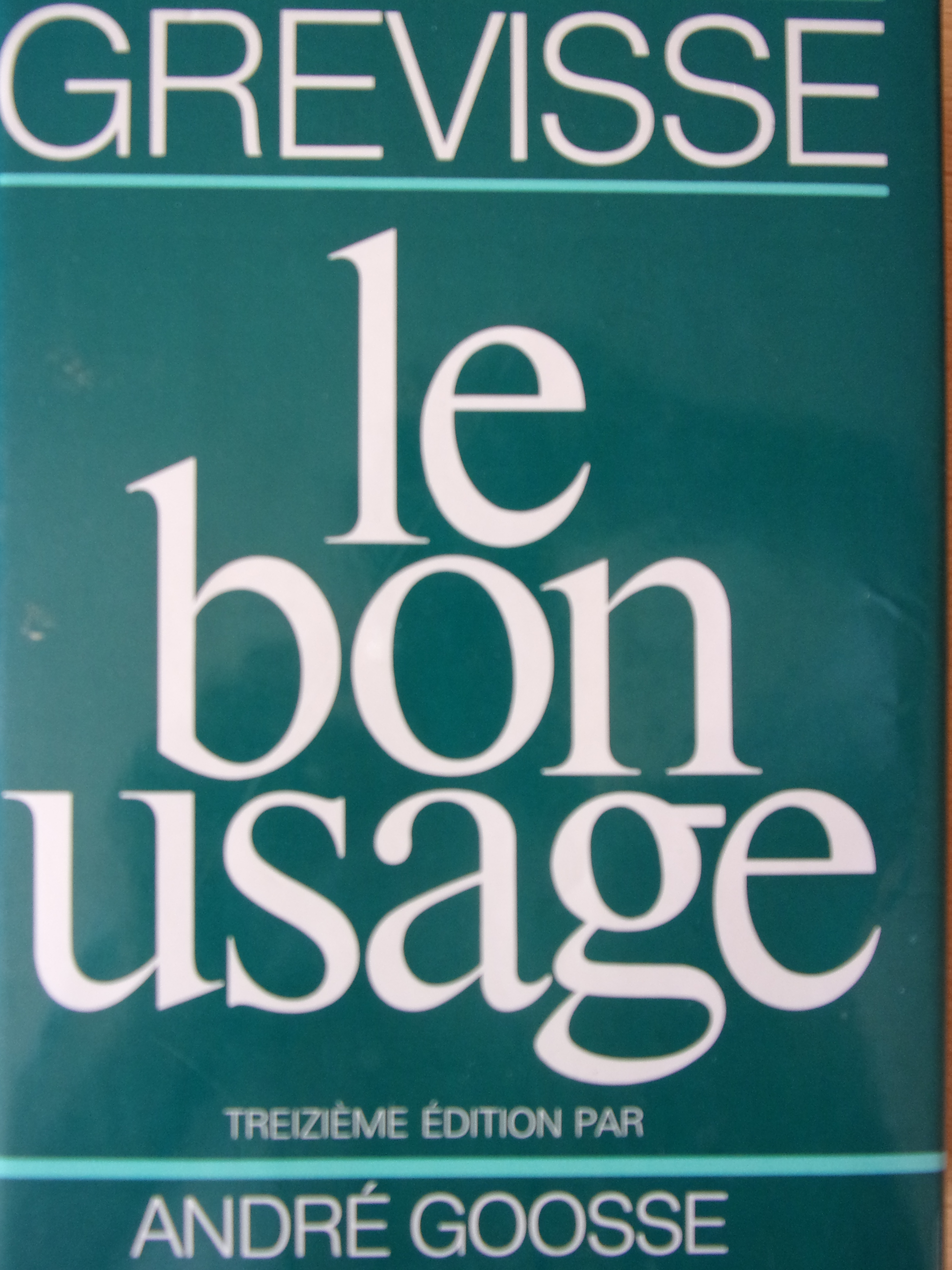
Couverture de la 13e édition du Bon Usage.

Le Bon Usage (familièrement appelé « le Grevisse ») est une grammaire descriptive et prescriptive du français, publiée pour la première fois en 1936 par Maurice Grevisse et régulièrement mise à jour.

## Description
Très complète (1 760 pages pour la 16e édition, publiée en juillet 2016), elle comprend de nombreux exemples et contre-exemples (40 000 citations) tirés de la littérature francophone de toutes les époques, ainsi que de la presse, et fait figure de référence pour tous les professionnels du français, en particulier les écrivains, enseignants, traducteurs et correcteurs.
Après de très nombreux refus, la première édition sort des presses de l'éditeur Duculot en 1936. Une nouvelle édition sort en 1939 puis en 1946. La grammaire obtient la médaille d'or de l'Académie française en 1946. La critique élogieuse qu'en fait André Gide dans le supplément littéraire du Figaro en février 1947 contribue à son succès.
Après la mort de Maurice Grevisse en 1980, son gendre André Goosse, grammairien lui aussi, prend sa succession et fait paraître les nouvelles éditions à partir de la 12e (1986). La 14e (2007) paraît dans un format entièrement renouvelé. Avec la 16e édition, en 2016, Le Bon usage a été également publié en version électronique accessible en ligne et lisible sur tous les supports multimédias (ordinateurs et tablettes). Cette publication électronique a été abandonnée le 31 décembre 2022.

## Éditions
- Maurice Grevisse, Le Bon Usage, 1re édition, Duculot, 1936
- Maurice Grevisse, Le Bon Usage, 2e édition, Duculot, 1939
- Maurice Grevisse, Le Bon Usage, 3e édition, Duculot, 1946
- Maurice Grevisse, Le Bon Usage, 4e édition, Duculot, 1949
- Maurice Grevisse, Le Bon Usage, 5e édition, Duculot, 1953
- Maurice Grevisse, Le Bon Usage, 6e édition, Duculot, 1955
- Maurice Grevisse, Le Bon Usage, 7e édition, Duculot, 1961
- Maurice Grevisse, Le Bon Usage, 8e édition, Duculot, 1964
- Maurice Grevisse, Le Bon Usage, 9e édition, Duculot, 1969
- Maurice Grevisse, Le Bon Usage, 10e édition, Duculot, 1975
- Maurice Grevisse, Le Bon Usage, 11e édition, Duculot, 1980,  (ISBN 2-8011-0042-0)
- Maurice Grevisse, Le Bon Usage, 12e édition par André Goosse, Duculot, 1986,  (ISBN 2-8011-0588-0)
- Maurice Grevisse, Le Bon Usage, 13e édition par André Goosse, De Boeck Duculot, 1993  (ISBN 2-8011-1045-0)
- Maurice Grevisse, Le Bon Usage, 14e édition par André Goosse, De Boeck Duculot, 2007  (ISBN 978-2-8011-1404-9)
- Maurice Grevisse, Le Bon Usage, 15e édition par André Goosse, De Boeck Duculot, 2011  (ISBN 978-2-8011-6425-9)
- Maurice Grevisse, Le Bon Usage, 16e édition par André Goosse, De Boeck Supérieur (groupe Albin Michel), 2016  (ISBN 978-2-8073-0069-9)

## Ouvrage inspiré de la méthode Grevisse
- Cédrick Fairon, Anne-Catherine Simon, Le Petit Bon Usage de la langue française, De Boeck Supérieur (groupe Albin Michel), 2018  (ISBN 978-2-8073-1696-6)